# Жежељ (презиме)
Жежељ је јужнословенско презиме. Може се односити на:

## Људи
- Данијел Жежељ (1966), хрватски стрип цртач
- Дражен Жежељ (1976), словеначки фудбалер
- Петар Жежељ (1965–2009), канадски хокејаш